# Supremazia aerea

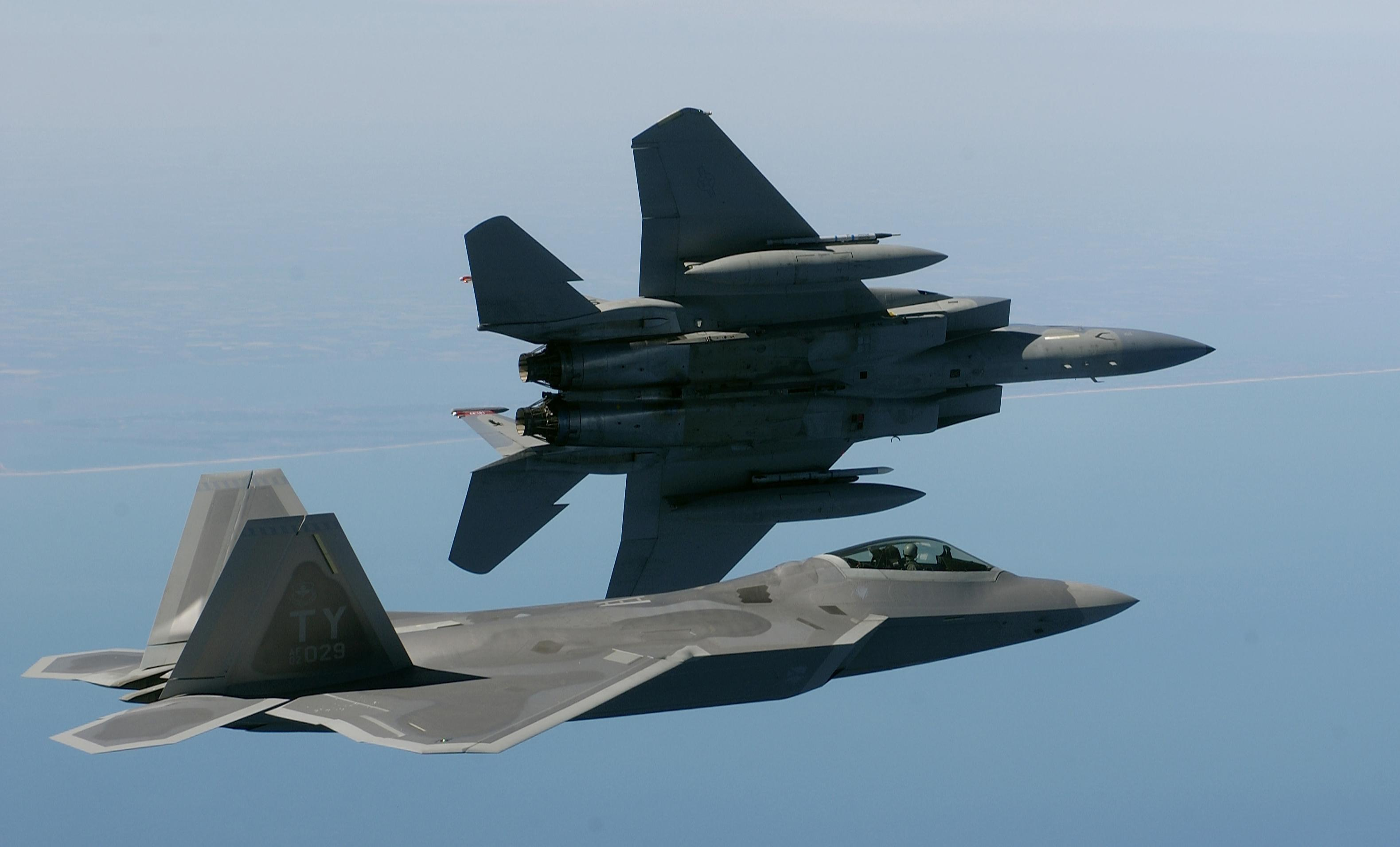
Il Lockheed Martin-Boeing F-22 Raptor (in primo piano) e il McDonnell Douglas F-15 Eagle sono due caccia da superiorità aerea statunitensi rispettivamente di quinta e di quarta generazione; si tratta di aerei da combattimento aria-aria destinati a ottenere e garantire la superiorità o la supremazia aerea su una determinata zona di combattimento.

L'espressione supremazia aerea indica, nell'ambito della guerra aerea, una condizione tale per cui l'aviazione militare di una delle potenze in campo è assolutamente superiore, per numero e per capacità di controllare lo spazio aereo, rispetto all'altra o alle altre.

## Descrizione
Il concetto, che serve per quantificare approssimativamente l'efficacia con cui una forza aerea riesce a disporre del dominio dell'aria, si declina in superiorità aerea (in inglese air superiority), definita dalla NATO come «quel grado di dominio [...] di un'aviazione militare su un'altra che permette alla prima, e alle forze terrestri e marittime sue alleate, di condurre operazioni in dati luoghi e momenti senza interferenze proibitive da parte della seconda», e supremazia aerea (in inglese air supremacy), definita dalla NATO come «quel grado di superiorità aerea in cui l'aviazione nemica è incapace di opporre una resistenza efficace».
Il possesso della superiorità aerea in un determinato luogo e periodo costituisce un vantaggio tattico o strategico di grande importanza, dal momento che consente non solo all'aviazione, ma anche alle forze di terra e di mare, di operare senza essere minacciate da attacchi aerei nemici. L'ottenimento della superiorità (ed eventualmente della supremazia) aerea può essere considerato uno dei principali obiettivi di ogni forza aerea militare fin dall'invenzione stessa dell'aereo da caccia; a partire dall'inizio della seconda guerra mondiale, comunque, il fatto di possedere la superiorità aerea sul teatro di guerra interessato dai combattimenti è divenuto una condizione di fondamentale importanza al fine di garantire buone probabilità di successo alle operazioni terrestri e marittime.
Esiste una particolare categoria di aerei da caccia ad alte prestazioni progettati appositamente per ottenere e garantire la superiorità aerea; essi sono noti come caccia da superiorità aerea.